# 希腊定居点

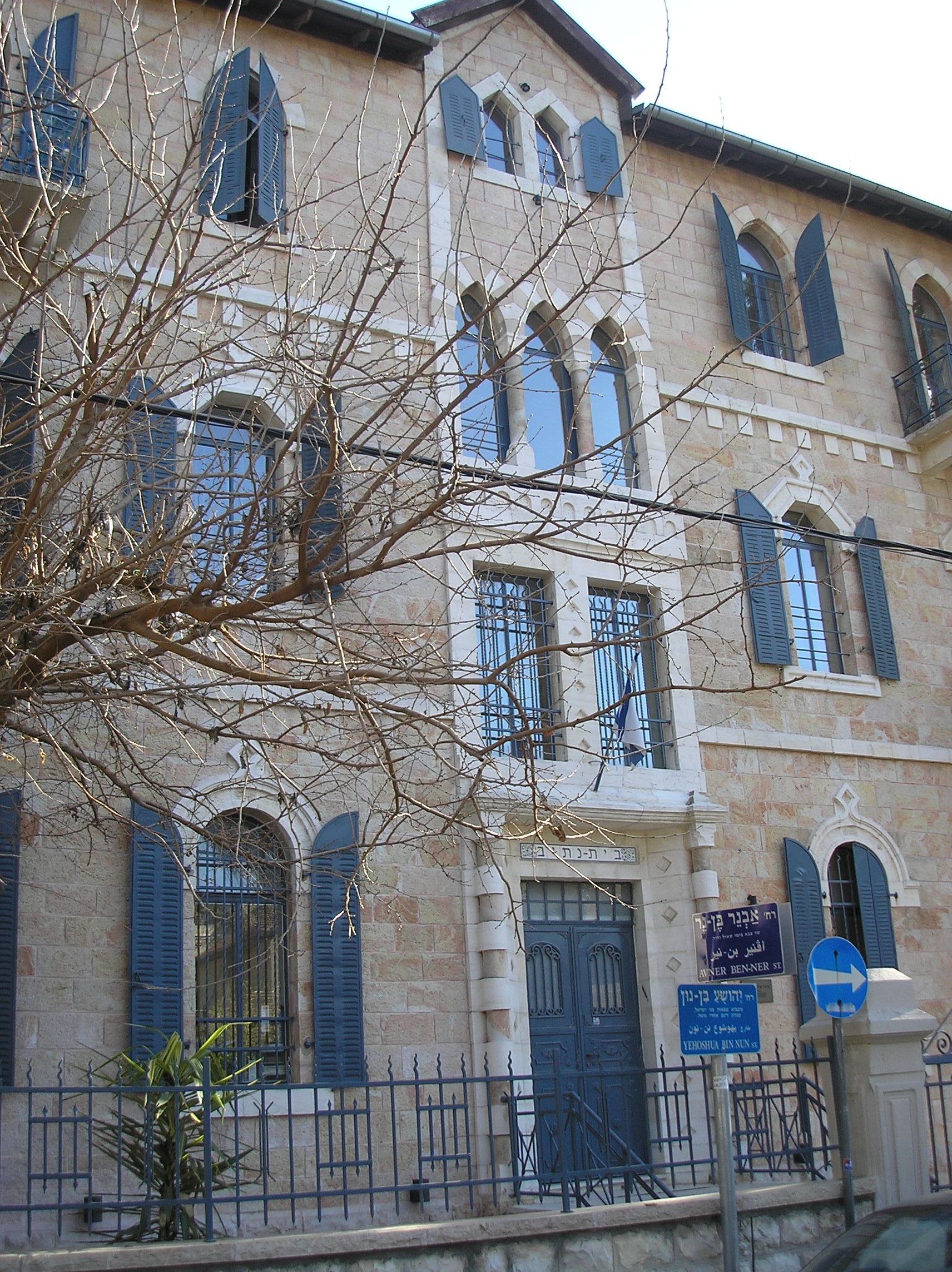
希腊定居点

希腊定居点（希伯來語：‎, HaMoshava HaYevanit）是以色列耶路撒冷的一个社区，毗邻德国定居点。

## 历史

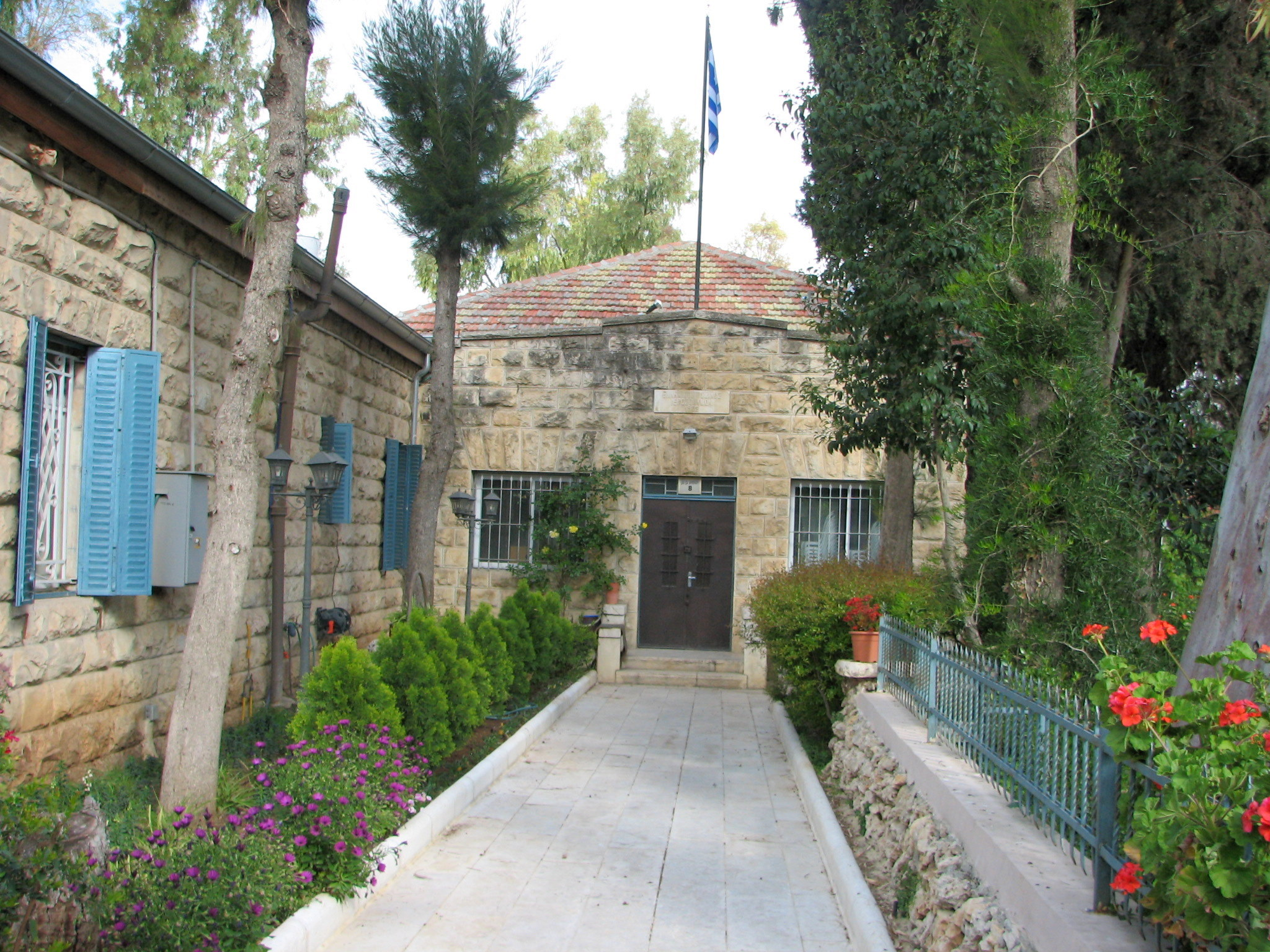
希腊定居点社区中心

希腊定居点的土地由希腊正教会的富裕信徒在20世纪初购买。圣墓教堂的主教鼓励他们到过度拥挤的耶路撒冷老城基督徒区以外建立新的社区。建筑师Spyro Houri在第一次世界大战前设计了前二十栋房屋和一个社区中心。大部分希腊东正教居民在1948年以色列独立战争之前逃离。战后，迅速建成大量住宅，以容纳来自也门和摩洛哥的大量犹太移民。
在21世纪，该社区经历士绅化，现在是耶路撒冷最昂贵的社区之一。
希腊定居点中心包括五座建筑，定期组织文化活动，包括传统希腊舞蹈和希腊语课程。